# تياغو برييتو أكوستا
تياغو برييتو أكوستا (بالإسبانية: Thiago Prieto Acosta)‏ هو لاعب كرة قدم أرجنتيني وإسباني في مركز الدفاع، ولد في 5 نوفمبر 2003 في Laguna Larga ‏ في الأرجنتين. لعب مع نادي سان لورينزو.

## وصلات خارجية
- الموقع الرسمي
- تياغو برييتو أكوستا على موقع الاتحاد الدولي (مؤرشف)  (الإنجليزية)